# Galeotto I Pico della Mirandola
Galeotto  I Pico (Mirandola, 3 agosto 1442 – Mirandola, 7 aprile 1499) fu un nobile e condottiero italiano, signore di Mirandola e conte di Concordia dal 1467 alla morte.
Definito «non meno pellegrino che valoroso cavalliere», fu alleato dei veneziani (e per questo fu scomunicato in perpetuo da tre papi) e dei fiorentini in molte guerre della fine del Quattrocento. Fratello del filosofo umanista Giovanni Pico della Mirandola, per tutta la vita fu in lotta con l'altro fratello Antonio Maria.

## Biografia
Era il figlio maggiore di Gianfrancesco I Pico, signore di Mirandola e di Giulia Boiardo figlia di Feltrino, conte di Scandiano.
Fu creato cavaliere a Ferrara nel maggio 1452 dall'imperatore Federico III d'Asburgo, in occasione della nomina a duca di Modena e Reggio di Borso d'Este. Il 25 luglio 1467 fu al fianco del generale veneziano Bartolomeo Colleoni, schierato contro i Medici, nella battaglia della Riccardina. Il 13 novembre dello stesso anno, dopo la morte del padre, ereditò il dominio della Signoria della Mirandola insieme ai fratelli Antonio Maria e Giovanni. 

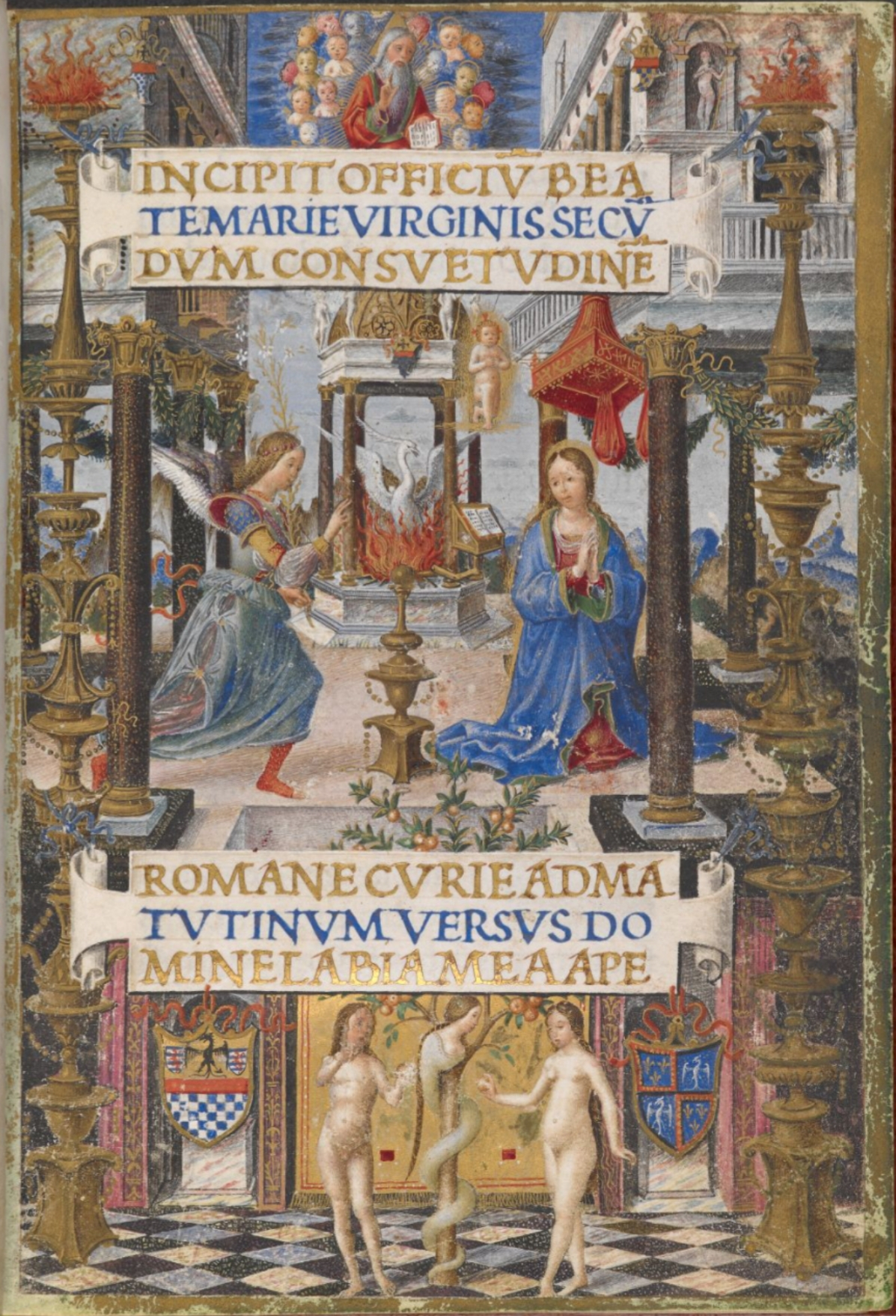
Gian Francesco de' Maineri, Le Ore della Mirandola con gli stemmi di Galeotto I e Bianca d'Este (British Library, Londra)

Il 24 giugno 1468, all'età di 26 anni, Galeotto sposò Bianca d'Este, figlia naturale di Niccolò III d'Este, marchese di Ferrara, rinsaldando così l'alleanza con i vicini Estensi e procurando un periodo di pace per lo Stato della Mirandola, non più minacciato dalle vicine fortezze di Finale Emilia, Massa Finalese e San Felice.
Nel 1468 fece erigere, tramite la madre Giulia Boiardo, il nuovo palazzo della ragione (attuale palazzo comunale). Il 24 marzo dello stesso anno ottenne dal Papa una bolla per erigere la parrocchia della Mirandola nella chiesa di Santa Maria Maggiore.
Il 10 aprile 1470 fece incarcerare il fratello ventiquattrenne Antonio Maria con l'obiettivo di sopprimerlo per poter governare. Venne liberato dopo due anni, senza però sopire l'odio nei suoi confronti. 
Il 14 aprile 1471 fu a Roma quando papa Paolo II nominò Borso d'Este duca di Ferrara. Alla morte di Borso, nell'ottobre 1471 rafforzò l'amicizia con il nuovo duca Ercole I d'Este, stipulando un trattato di alleanza, e fece parte degli ambasciatori inviati a Napoli per prelevare e scortare la futura sposa di Ercole, Eleonora d'Aragona. Nel 1472 e 1473, a seguito di gravi carestie a Mirandola, distribuì una gran quantità di frumento tra i sudditi bisognosi.

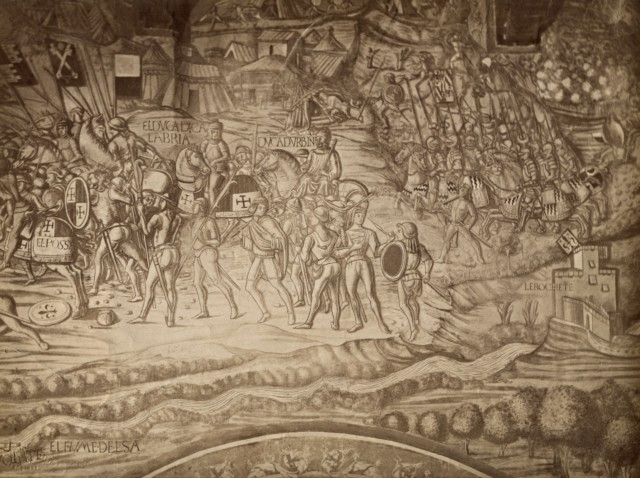
Francesco d'Andrea e Giovanni Ghini di Cristofano, Vittoria dei senesi sui fiorentini al Poggio Imperiale di Poggibonsi (Sala del mappamondo nel Palazzo Pubblico di Siena)

Nel 1478, dopo i disordini seguiti alla congiura dei Pazzi, passò dalla parte della Repubblica di Venezia e fu inviato in Toscana a soccorso dei fiorentini contro papa Sisto IV. Il 7 settembre 1479, sconfitti i fiorentini nella battaglia di Poggio Imperiale, Galeotto fu fatto prigioniero insieme a Rodolfo Gonzaga e Niccolò da Correggio, liberato poco dopo.
Nel 1483, contrariamente alle voci che lo avrebbero visto neutrale, venne assoldato dall'esercito veneziano di Roberto Sanseverino d'Aragona nella guerra di Ferrara; fu respinto l'11 marzo dal marzo da Alfonso, duca di Calabria. Scomunicato da papa Sisto IV il 15 giugno, il 18 giugno Galeotto risultava alla guida di 80 fanti e 400 cavalli. Conclusa la guerra, Alfonso di Calabria assediò la Concordia il 12 novembre 1483 in nome di Antonmaria Pico con 27 squadre di armati ed altrettanti di cavalleggeri; dopo l'intervento di Sigismondo d'Este, i fratelli Pico furono riappacificati con l'assegnazione di Mirandola a Galeotto e di Concordia ad Antonmaria. Altre discordie sorte poco dopo, portarono ad una nuova pace tra i Pico il 10 dicembre. Nel 1484 la questione fu rimessa in discussione e, mediatori i veneziani e il duca di Milano, fu stabilito i, mantenimento dei beni allodiali ad Antonmaria e la restituzione del castello della Concordia a Galeotto. Ciononostante, la disputa fra i fratelli non ebbe mai fine, con continue scaramucce ed attacchi tra le due parti.
Accusato di spionaggio, nel 1486 Galeotto fu licenziato dai veneziani; passò quindi con Ludovico il Moro, che lo elesse governatore di Parma. Nel 1487 si alleò con i fiorentini e combatté con 100 fanti e 30 balestrieri nella guerra di Sarzana contro i genovesi. Il 28 gennaio 1488, approfittando dell'assenza del fratello Antonmaria, attaccò il castello della Concordia, ma venne respinto dal castellano Sergio Sifola di Trani, marito di Giulia Pico. Nel 1488 partecipò all'assedio di Forlì dopo l'assassinio di Girolamo Riario.

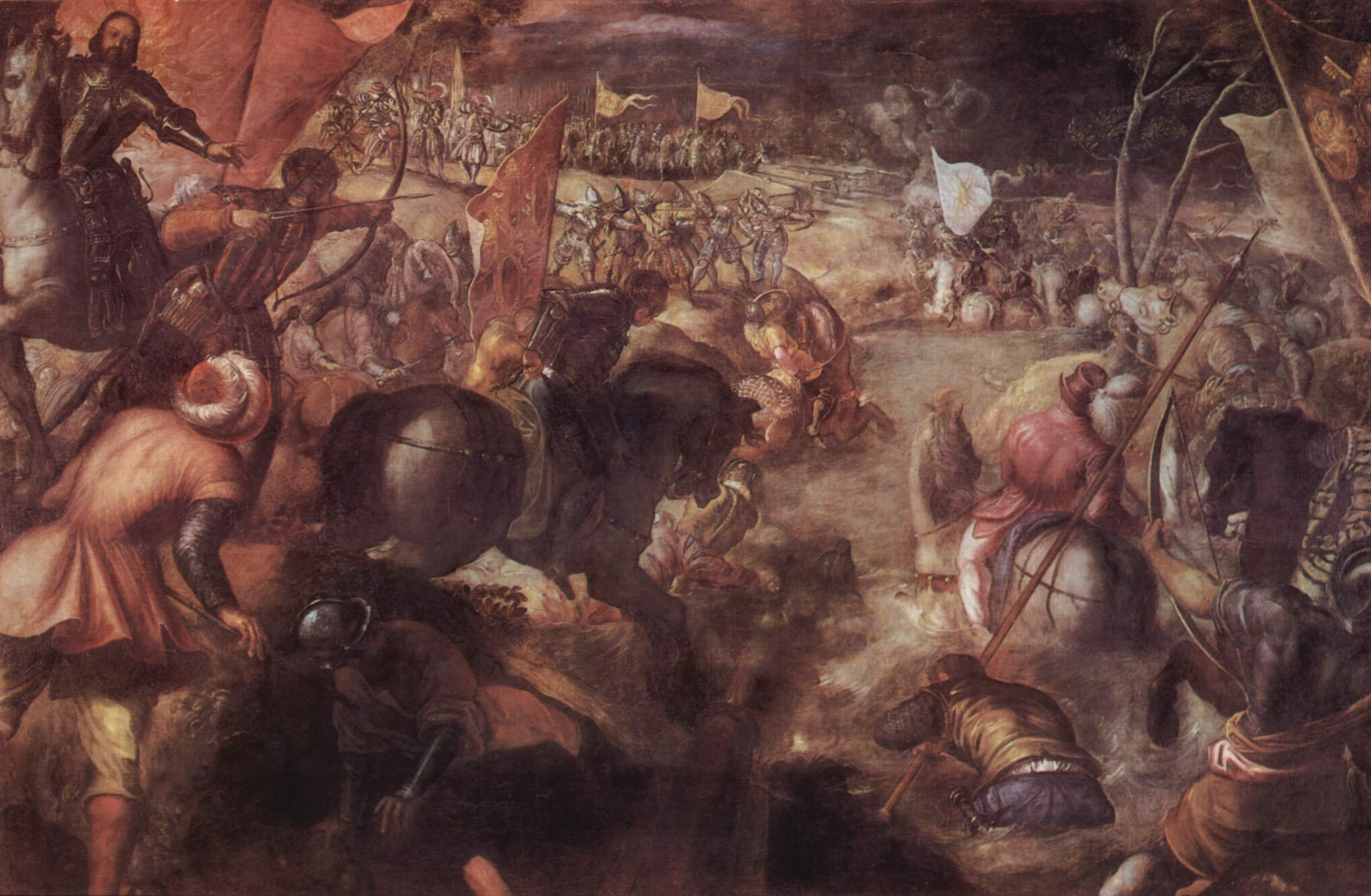
Tintoretto, Battaglia del Taro

Grazie alla mediazione di Ludovico il Moro presso l'imperatore, Galeotto riuscì ad ottenere nel 1494 il diritto di primogenitura sui feudi. Partecipò nel 1495 alla battaglia di Fornovo col ducato di Milano, al comando di 400 cavalli, 500 approvvigionati, 100 balestrieri a cavallo e molti fanti.
Continuando le dispute territoriali col fratello Antonmaria, l'imperatore Massimiliano incaricò il duca di Milano Ludovico Sforza, il vescovo di Reggio, i conti Matteo Maria Boiardo e Francesco Maria Rangoni di risolvere finalmente la questione, che venne giudicata a sfavore di Antonmaria Pico. A seguito di ciò, l'imperatore emanò il diploma del 28 aprile 1494 con cui, riconoscendo il dominio di Galeotto, eresse la Mirandola in primogenitura, dichiarando Giovanni Francesco II Pico quale futuro unico erede dello Stato mirandolese (fino ad allora il dominio della Signoria era stata sempre stata condivisa tra fratelli). Le contese tra i fratelli Pico, tuttavia, continuarono per tutta la vita (il 26 marzo 1496 tentò una mediazione anche Girolamo Savonarola), tanto che il 9 dicembre 1496 l'imperatore condannò Antonmaria per fellonia, confermando il titolo di Galeotto.
Nel frattempo, nell'ottobre 1495 Galeotto autorizzò l'istituzione del Sacro Monte di Pietà della Mirandola, approvandone gli statuti.

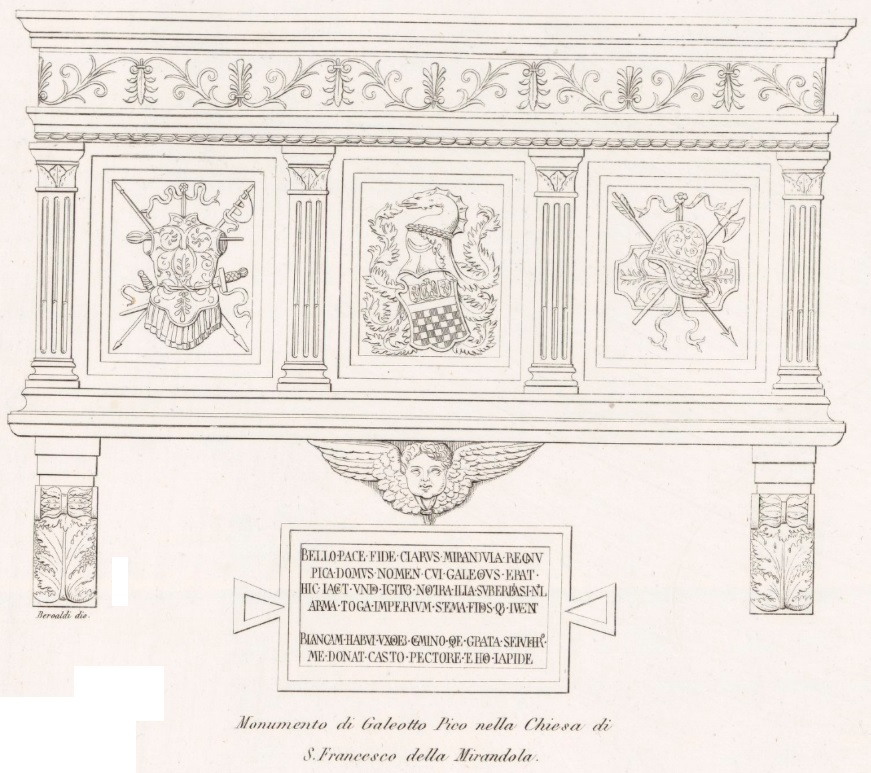
Tomba di Galeotto I Pico nella chiesa di San Francesco a Mirandola

Nei primi di marzo del 1499 si ammalò, con febbre continua e doppia terzana colerica con prostazione di forze e mancanza d'appetito. Nonostante le cure portate dal medico inviato dal marchese di Mantova, Galeotto morì all'età di 56 anni. Essendo ancora ufficialmente scomunicato per le usurpazioni al fratello, ottenne una speciale dispensa pontificia per essere sepolto nella Chiesa di San Francesco a Mirandola, nel pantheon di famiglia. La moglie Bianca fece erigere nella chiesa un sarcofago di pietra scolpita "all'antica", degno proprio di un soldato, con fregi e simboli militari (un trofeo d'armi, un elmo, un'ascia, un dardo, una spada; al centro lo stemma dei Pico sormontato da un drago nascente, simbolo dei ghibellini; ai lati una fenice che risorge dalle proprie ceneri incendiate dal Sole e la Croce di Cristo sul Golgota) e l'iscrizione scolpita:
(Epitaffio sulla tomba di Galeotto I Pico (Pantheon dei Pico, chiesa di San Francesco))
Gli succedette il figlio Gianfrancesco II.

## Discendenza
Galeotto I Pico sposò a Ferrara nel 1468 Bianca Maria d'Este (*1440–†1506), figlia naturale legittimata di Niccolò III d'Este, marchese di Ferrara, Modena e Reggio, e di Caterina de Taddeo. Insieme ebbero i seguenti figli:
- Giovanni Francesco II Pico, detto "Gianfrancesco II" (* 1469 – † 1533), effettivo erede e successore del padre, sarà al potere a più intervalli, fino al suo assassinio da parte del nipote Galeotto II Pico.[2] Sposò Giovanna Carafa ed ebbe discendenza;[2]
- Federico I Pico (* 1470 – † 1504), nel 1502 tolse con la forza il potere al fratello Gianfrancesco II e governò insieme all'altro fratello Ludovico I Pico;[2]
- Ludovico I Pico (* 1472 – † 1509), nel 1502 tolse con la forza il potere al fratello Gianfrancesco II e governò insieme all'altro fratello Federico I Pico.[2] Sposò Francesca Trivulzio ed ebbe discendenza;[2]
- Maddalena Pico (* 1473 – † 1542), monaca clarissa al monastero del Corpus Domini a Ferrara dal 1495; ricordata come corrispondente del Savonarola;[9]
- Galeotto Pico (* 1474 – † 1533), assassinato da Galeotto II Pico insieme al fratello Gianfrancesco II Pico;[2]
- Eleonora Pico (* 1478 – † settembre/ottobre 1529[10]), l'11 settembre 1488[11] sposò in prime nozze Pietro Attendolo Bolognini, conte di Sant'Angelo Lodigiano; poi sposò in seconde nozze nel marzo 1509[10] Galeazzo I Pallavicino, marchese di Busseto.[2]

Ebbe da alcune amanti anche figli illegittimi, tra cui:
- Susanna (?-1562), sposò Roberto Boschetti (*1501-† ?), conte di San Cesario;[12]
- Lucrezia;
- Ettore (? - † 24 luglio 1519), sposò Giulia (? - † dopo il 1533), il cui casato è sconosciuto e da cui ebbe quattro figli, divenendo altresì capostipite della famiglia d'Ettore:[13]
  - Federico;
  - Galeotto (? - † dopo il 1533); sposò ... ed ebbe un figlio:
    - Luigi, sposò Anna de' Berni, ed ebbe otto figli:
      - Fulvia (* 31 ottobre 1608 † ?);
      - Fulvio (* 28 maggio 1610 † ?); sposò il 3 giugno 1647 Lucia di Fabrizio Silla;
      - Ludovico (* 20 gennaio 1615 - † ?);
      - Francesco (* 24 maggio 1618 - † ?);
      - Giuseppe;
      - Alessandro;
      - Federico;
      - Galeotto (? - † 9 maggio 1629)

  - Isabella (battezzata il 19 marzo 1514 - † ?);
  - Cesare (battezzato il 3 aprile 1516 - † ?)

## Ascendenza
|                        |                |                          | Genitori                |  |  | Nonni |  |  | Bisnonni          |  |  | Trisnonni  |  |
|                        |                |                          |                         |  |  |       |  |  | Francesco II Pico |  |  | Paolo Pico |  |
|                        |                |                          |                         |  |  |       |  |  | Francesco II Pico |  |  | Paolo Pico |  |
|                        |                | Isabella Malaspina       |                         |  |  |       |  |  | Francesco II Pico |  |  |            |  |
| Giovanni I Pico        |                |                          |                         |  |  |       |  |  | Francesco II Pico |  |  |            |  |
|                        |                | ?                        | ?                       |  |  |       |  |  |                   |  |  |            |  |
|                        |                | ?                        | ?                       |  |  |       |  |  |                   |  |  |            |  |
|                        |                | ?                        | ?                       |  |  |       |  |  |                   |  |  |            |  |
| Gianfrancesco I Pico   |                | ?                        |                         |  |  |       |  |  |                   |  |  |            |  |
|                        |                | Guglielmo Bevilacqua     | Francesco Bevilacqua    |  |  |       |  |  |                   |  |  |            |  |
|                        |                | Guglielmo Bevilacqua     | Francesco Bevilacqua    |  |  |       |  |  |                   |  |  |            |  |
|                        |                | Guglielmo Bevilacqua     | Anna Zavarise           |  |  |       |  |  |                   |  |  |            |  |
| Caterina Bevilacqua    |                | Guglielmo Bevilacqua     |                         |  |  |       |  |  |                   |  |  |            |  |
|                        |                | Taddea Tarlati           | ?                       |  |  |       |  |  |                   |  |  |            |  |
|                        |                | Taddea Tarlati           | ?                       |  |  |       |  |  |                   |  |  |            |  |
|                        |                | Taddea Tarlati           | ?                       |  |  |       |  |  |                   |  |  |            |  |
| Galeotto I Pico        |                | Taddea Tarlati           |                         |  |  |       |  |  |                   |  |  |            |  |
|                        | Matteo Boiardo | ?                        |                         |  |  |       |  |  |                   |  |  |            |  |
|                        | Matteo Boiardo | ?                        |                         |  |  |       |  |  |                   |  |  |            |  |
|                        | Matteo Boiardo | ?                        |                         |  |  |       |  |  |                   |  |  |            |  |
| Feltrino Boiardo       | Matteo Boiardo |                          |                         |  |  |       |  |  |                   |  |  |            |  |
|                        |                | Bernardina Lambertini    | ?                       |  |  |       |  |  |                   |  |  |            |  |
|                        |                | Bernardina Lambertini    | ?                       |  |  |       |  |  |                   |  |  |            |  |
|                        |                | Bernardina Lambertini    | ?                       |  |  |       |  |  |                   |  |  |            |  |
| Giulia Boiardo         |                | Bernardina Lambertini    |                         |  |  |       |  |  |                   |  |  |            |  |
|                        |                | Gherardo VI da Correggio | Giberto IV da Correggio |  |  |       |  |  |                   |  |  |            |  |
|                        |                | Gherardo VI da Correggio | Giberto IV da Correggio |  |  |       |  |  |                   |  |  |            |  |
|                        |                | Gherardo VI da Correggio | Orsolina Pio            |  |  |       |  |  |                   |  |  |            |  |
| Guiduccia da Correggio |                | Gherardo VI da Correggio |                         |  |  |       |  |  |                   |  |  |            |  |
|                        |                | ?                        | ?                       |  |  |       |  |  |                   |  |  |            |  |
|                        |                | ?                        | ?                       |  |  |       |  |  |                   |  |  |            |  |
|                        |                | ?                        | ?                       |  |  |       |  |  |                   |  |  |            |  |
|                        |                | ?                        |                         |  |  |       |  |  |                   |  |  |            |  |